# Тимінка
Тимінка (Тимянка, пол. Tymianka) — село в Польщі, у гміні Нурець-Станція Сім'ятицького повіту Підляського воєводства. Населення — 186 осіб (2011).

## Історія
Засноване в XV столітті. Селом володіли бояри Тури.
У 1975—1998 роках село належало до Білостоцького воєводства.

## Демографія
Демографічна структура станом на 31 березня 2011 року:
|          | Загалом | Допрацездатний вік | Працездатний вік | Постпрацездатний вік |
| -------- | ------- | ------------------ | ---------------- | -------------------- |
| Чоловіки | 84      | 7                  | 48               | 29                   |
| Жінки    | 102     | 17                 | 30               | 55                   |
| Разом    | 186     | 24                 | 78               | 84                   |